# Dixa trinotata
Dixa trinotata är en tvåvingeart som beskrevs av Edwards 1934. Dixa trinotata ingår i släktet Dixa och familjen u-myggor.
Artens utbredningsområde är Assam (Indien). Inga underarter finns listade i Catalogue of Life.